# Tafsir al-Tabari
Jāmiʿ al-bayān ʿan taʾwīl āy al-Qurʾān (árabe: 'Coleção de Declarações sobre a Interpretação dos Versículos do Alcorão', também escrito com fī no lugar de ʿan), popularmente Tafsīr al-Ṭabarī (em árabe: تفسير الطبري), é um tafsir sunita do estudioso persa Tabari (838–923). Ganhou imediatamente grande reputação e manteve a sua importância para os estudiosos até aos dias de hoje. É o primeiro comentário importante do Alcorão que sobreviveu em sua forma original. Tal como a sua história, o tafsir de Tabari é notável pela sua abrangência e citação de fontes múltiplas, muitas vezes conflitantes. O livro foi traduzido para o persa por um grupo de estudiosos da Transoxiana por encomenda do sultão sumânida, Mançor I (r. 961–976).